# Šebjanič
Šebjanič je priimek v Sloveniji, ki ga je po podatkih Statističnega urada Republike Slovenije na dan 1. januarja 2025 uporabljalo 163 oseb in je med vsemi priimki po pogostosti uporabe uvrščen na 2.726. mesto. Šebjanič se pojavi predvsem v Prekmurju.

## Znani nosilci priimka
- Franc Šebjanič (1920–1984), novinar, zgodovinar, politik
- Robertina Šebjanič (*1975), umetnica